# 銀鳳影業
銀鳳影業有限公司（Silver Bird Films Ltd.）是1980年代香港電影公司、創辦人為曾鳳雪。現已倒閉。
不限電影製作及出品、1984年至1989年期間製作錄影帶電視劇、向海外地區（抱括韓國、越南等）發行。亞洲電視購得一部銀鳳劇集的版權。

## 出品

### 電影
- 1985年：《青春節拍》
- 1986年：《八二三炮戰》
- 1987年：《浮世風情繪》
- 1989年：《黑道福星》

### 電視劇
| 製作年份 | 集數 | 劇名           | 導演          | 監製        | 演員                                                                                   | 備註                                                                |
| 1984年   | 10   | 爭霸           | 鄧衍成        | 王戎        | 徐少強、金興賢、梁家仁、雪梨、谷峰、黃曼凝、白沙力                                     | 又名《龍虎爭霸》                                                    |
| 1984年   | 20   | 龍鳳神相       | 龍紹基 蔣家駿 | 魯俊谷      | 陳惠敏、李麗麗、白彪、連偉健、江島、江文聲、羅麗我、陳屛慧、劉少君                     |                                                                     |
| 1984年   | 10   | 清宮劍影錄     | 林義雄        | 曾鳳雪 王戎 | 陳惠敏、李麗麗、白彪、連偉健、江島、江文聲、羅麗我、陳屛慧、劉少君                     | 又名《大將軍年羹堯》                                                |
| 1984年   | 10   | 赤胆紅顔       | 李釗          | 王戎        | 徐少強、孫建、元秋、孟麗萍、李丹丹、張少媚、劉少君、連偉健、張有、江島、張力、黃錫光   | 又名《天劍龍刀》、《神劍七式》                                      |
| 1985年   | 6    | 烈火情仇       | 卓伯棠        | 王戎        | 石修、薛彩霞、孟麗萍、連偉健、關雪麗、田靑                                             | 1991年2月27日亞洲電視本港台首播 （13:00-14:00）                     |
| 1985年   | 10   | 鐵胆恩仇       | 蔣家駿 查傳誼 | 龍紹基      | 谷峰、金興賢、陳思佳、孟麗萍、蔡凱麟、連偉健、何雲                                     |                                                                     |
| 1985年   | 6    | 青面獸楊志     | 李釗          | 王戎        | 梁家仁、徐少強、陳萍慧、白沙力                                                         | 又名《水滸英雄楊志》 1991年3月13日亞洲電視本港台首播（13:00-14:00） |
| 1985年   | 10   | 武俠董小宛     | 魯俊谷        | 王戎        | 艾迪、孟麗萍、白彪、谷峰、劉少君、江島、陳平慧                                         | 1985年8月亞洲電視中文台首播                                         |
| 1985年   | 8    | 江湖奇花       | 林義雄        | 王戎        | 蔡瓊輝、韋白、連偉健                                                                   | 又名《冷月奇花》                                                    |
| 1985年   | 6    | 刀巴記         | 林義雄        | 王戎        | 韋白、孫建、關雪麗、陳萍慧、羅麗娥、楊永財、謝芳、趙國基、李丹丹、黃薇薇、江圖、白沙力 |                                                                     |
| 1986年   | 4    | 殭屍發威       | 羅道邦        | 王戎        | 金興賢、關雪麗、李健興、楊德毅、江文聲、劉雲峰、白沙力、張琼芳、羅麗娥                 | 又名《茅山鬥殭屍》                                                  |
| 1986年   | 6    | 雙龍會         | 李釗          | 王戎        | 艾迪、菜瓊輝、連偉健、羅麗我、黃薇薇、白沙力、江圖                                     | 又名《雙龍爭珠》                                                    |
| 1987年   | 4    | 畫眉夫人       | 林義雄        | 王戎        | 鄺美寶、顧冠忠、連偉健、江圖、韓義生                                                   | 又名《大內神捕》 1991年3月7日亞洲電視本港台首播（13:00-14:00）      |
| 1987年   | 6    | 燭影搖紅       | 李釗 林義雄   | 曾鳳雪 王戎 | 梁家仁、高雄、劉少君                                                                   |                                                                     |
| 1987年   | 8    | 柔情似水劍如虹 | 李釗          | 王戎        | 雪梨、韋白、劉紅芳、孫建、韓義生、劉莉莉、黃薇薇                                       | 1991年6月13日亞洲電視本港台首播（13:00-14:00）                      |
| 1987年   | 待查 | 天外天         | 查傳誼        | 王戎        | 不詳                                                                                   |                                                                     |
| 1987年   | 10   | 密令           | 鄧衍成        | 王戎        | 徐少強、連偉健、雪梨                                                                   | 又名《江湖密令》 1991年8月2日亞洲電視本港台首播（13:00-14:00）      |
| 1987年   | 10   | 俠骨柔情       | 林義雄 鄧衍成 | 王戎        | 梁家仁、韋白、張少媚、李丹丹、孫建、連偉健、白沙力、江圖、韓義生、關峰                 | 又名《黑煞》 古龍小說《大旗英雄傳》改編                             |
| 1988年   | 10   | 飛渡長城       | 鄧衍成        | 王戎        | 曾偉權、蔡瓊輝、劉淑儀、嘉倫                                                           |                                                                     |
| 1988年   | 6    | 龍兄虎弟壯士血 | 查傳誼 黃安東 | 王戎        | 黃元申、曾耀文、錢麗儀、陳平慧、梁狄輝、麥天恩                                         |                                                                     |
| 1989年   | 6    | 小子命大       | 李釗          | 王戎        | 李健興、劉莉莉、姚鳳絲、江島、文君、白沙力                                             |                                                                     |
| 1989年   | 12   | 亂世英雄       | 李釗          | 王戎        | 楊家樂、江龍                                                                           |                                                                     |
| 1989年   | 8    | 鐵手無情       | 鄧衍成        | 王戎        | 金興賢、陳復生、梁狄輝、麥天恩、江文聲、白沙力、韓義生                                 | 1991年3月21日亞洲電視本港台首播（13:00-14:00）                      |
| 1989年   | 6    | 誓不低頭       | 王正中        | 王戎        | 待查                                                                                   |                                                                     |
| 1989年   | 8    | 擎羊捕快       | 林義雄        | 王戎        | 顧冠忠、谷峰、姚鳳絲、張瓊芳、江島、白沙力、孫建、劉莉莉                               |                                                                     |
| 1989年   | 12   | 熱血丹心       | 李釗          | 王戎        | 梁家仁、阮佩珍、田青、王威                                                             | 1991年6月25日亞洲電視本港台首播（13:00-14:00）                      |
| 待查     | 6    | 最後一滴血     | 卓伯棠        | 王戎        | 待查                                                                                   |                                                                     |
| 待查     | 待查 | 狂風萬里仇     | 羅道邦        | 王戎        | 高飛                                                                                   |                                                                     |

## 主要人物
- 曾鳳雪（公司總裁）
- 摩理士溫栢格（Morris Weinberg）